# Falco duboisi
Falco duboisi е изчезнал вид птица от семейство Соколови (Falconidae).

## Разпространение
Видът е разпространен в Реюнион.